# Penis
Pénis, môški spôlni úd ali môško spolovílo je s kožo pokrit del moškega zunanjega spolovila, zgrajen iz dveh kavernoznih teles in spongioznega telesa, skozi katerega poteka sečnica.

## Anatomija
Penis sestavljajo pretežno tri cilindrična telesa brecilnega oziroma erektilnega tkiva (gobasto tkivo, polno drobnih žil), po vsej dolžini organa. Tej telesom pravimo tudi brecila. Dve t. i. kavernozni telesi, corpora cavernosa, ležita druga ob drugi v zgornjem delu penisa. Tretje, spongiozno telo, corpus spongiosum leži v sredini pod njima in se na kraju razširi, da oblikuje glavico penisa. Skozi sredini spongioznega telesa teče sečnica, ozka cevka, po kateri skozi ustje na glavici penisa odtekata iz telesa seč in seme. Brecilno tkivo obdaja ovojnica fibroznega veziva, ki ga obdaja koža. Preko glavice naredi koža ohlapno gubo, imenovano kožica, ki jo včasih odstranijo. Koža penisa je nežna, raztegljiva in pomična.

## Fiziološke funkcije penisa

### Puberteta
Puberteta je obdobje, ko se razvijejo sekundarni spolni znaki in dozorijo spolni organi, ki omogočajo reprodukcijo. Pri moškem se puberteta po navadi pojavi med 11. in 15. letom. Začne jo možganski privesek (hipofiza) z izločanjem hormonov, ki spodbudijo moda, da začnejo tvoriti testosteron. Ta povzroči nenadno rast mod in modnika, sledi pa poraščenost osramja,obraza in pazduhe. Penis se začne večati približno v 13. letu in doseže odraslo velikost dve leti pozneje. Vendar obstajajo v razvoju velike razlike, tako da so nekateri dečki pri 14 ali 15 letih že popolno zreli, drugi pa imajo spolovila še nerazvita. Večja tvorba testosterona v telesu spodbuja nastajanje semena in povzroči, da dozorijo prostata in semenski mešički.

### Erekcija
Erekcija pomeni povečanje in utrditev penisa. Do nje pride pri spolnem in nespolnem vzburjanju, takrat začne telo v penis preko razširjenih arterij pošiljati velike količine krvi, ki napolni tri cilindrična telesa brecilnega tkiva. Ko se ta telesa napolnijo s krvjo ,pritisnejo na žile (vene), ki odvajajo kri iz penisa tako, da v penis prihaja več krvi, kot jo iz njega izstopa. To traja toliko časa, dokler se pretok krvi med krvjo, ki prihaja v penis, in krvjo, ki odhaja iz penisa, ne uravnovesi, takrat penis doseže svojo največjo in konstantno velikost.
Med erekcijo je lahko penis usmerjen v različne smeri: skoraj vertikalno, horizontalno in celo navzdol. Usmerjenost je odvisna od zgradbe gobastega tkiva. Spodnja preglednica kaže statistične podatke usmerjenosti penisa med erekcijo, pri čemer 0 stopinj pomeni, da je penis usmerjen navzgor proti trebuhu, 90 stopinj, da je usmerjen naravnost, in 180 stopinj, da je usmerjen navzdol proti nogam.
| Kot (º) od zgoraj navzdol | Delež moških |
| ------------------------- | ------------ |
| 0–30                      | 5            |
| 30–60                     | 30           |
| 60–85                     | 31           |
| 85–95                     | 10           |
| 95–120                    | 20           |
| 120–180                   | 5            |

### Ejakulacija
Ejakulacija je izbrizganje semena iz penisa, v večini primerov pa je vzrok zanjo orgazem. Za ejakulacijo skrbijo mišice, ki seme iz modnika preko sečnice izstisnejo iz penisa. Da pride do tega, je potrebna spolna stimulacija, katere del je lahko tudi stimulacija prostate. Do izliva semena lahko pride tudi spontano med spanjem, temu pravimo mokre sanje.
Ejakulacija je sestavljena iz dveh delov: emisije in izliva. Pri emisiji je ejakulacija pod nadzorom simpatičnega živčnega sistema, sam izliv pa je pod nadzorom živcev iz hrbtenice.

### Penis kot spolni organ
Penis je spolni organ, ki moškemu poleg izločanja seča omogoča, da ima spolne odnose in da oplodi jajčeca s semenčicami. Semenčice in  moški spolni hormoni nastanejo v modih, paru jajčastih žlez, ki visita v kožni vrečki ali modniku (skrotumu). Iz mod prehajajo semenčice v odmodka, po dolgi zaviti cevki, ki leži za modi. V odmodku so semenčice shranjena in počasi dozorevajo. Malo pred ejakulacijo (izbrizganjem semena) preidejo v semenovod in po njem potujejo do semenskih mešičkov, para vrečic, ki ležita za mehurjem. Semenska mešička izločata semensko tekočino, v katero se pomešajo semenčice. Vse skupaj tvori seme. To nato potuje iz semenskih mešičkov po dveh vodih v sečnico (uretra), cevko, ki je izvodilo za seč in seme. Sečnica poteka skozi prostato, žlezo kostanjeve oblike, ki leži pod mehurjem in obdaja zgornji del sečnice. V prostati nastajajo izločki, ki se premešajo semenu. Med orgazmom pride do izbrizganja semena iz sečnice skozi nabrekel penis.
Misel na spolnost pri moškemu povzroči kopičenje krvi v spolnem udu kar povzroči, da penis nabrekne in utrdi. Pri spolnem odnosu med moškim in žensko je to namenjeno prodiranju penisa v nožnico. Ko ta prodre v nožnico, se pričnejo potiskajoči gibi, to pri moškem povzroči občutek užitka. Penis pri tem doseže svojo največjo velikost, moda pa se dvignejo. V določenem obdobju spolnega odnosa pride pri moškem do orgazma. Ta povzroči krčenje mišic v semenskih vodih, ki nato izbrizgajo oz. ejakulirajo seme v žensko spolovilo.

### Izločanje seča
Seč prihaja iz sečnega mehurja, ki se nahaja pred zadnjikom, ter nato potuje po sečnici do konca penisa, kjer se izloči iz telesa. Prevelika kožica na koncu penisa lahko moti tok seča, ker pride do turbulence. Posledica tega je počasen ter debelejši tok urina. Če kožica ne ovira toka urina, je ta tanek in potuje s hitrostjo, ki je enaka tisti ob izhodu iz sečnice.

## Motnje in bolezni
Najpogostejša prirojena hiba penisa je hipospadija, pri kateri se sečnica odpira spodaj na penisu nekje med bazo glavice in korenom. Ta hiba se pogosto pojavlja skupaj s psevdohermafrodizmom, ki je prav tako prirojena hiba. Za to hibo je značilen zelo majhen penis. Vnetje kože penisa se imenuje balanitis, pri tem gre za vnetje glavice in kožice. V večini primerov je vzrok za vnetje kandidioza, povzročijo pa ga lahko tudi različne spolno prenosljive bolezni, kot sta npr. gonoreja in sifilis. Balanitis lahko včasih povzroči fimozo, pri kateri je kožica na penisu nenormalno tesna, včasih pa parafimozo, pri kateri se kožica med erekcijo pomakne nazaj čez glavico, nazaj pa se ne vrne. Bradavice na penisu povzročajo virusi (Herpes simplex, humani papiloma virus), ki se prenašajo spolno.
Impotenca (nezmožnost doseči erekcijo ali jo ohraniti) je najpogostejša težava, povezana s penisom. V večini primerov je psihološkega izvora. Povzroča pa jo tudi okvara živcev pri sladkorni bolezni, alkoholni odvisnosti, aterosklerozi ali okvari hrbtnega mozga. Nasprotje impotence je priapizem, pri katerem je erekcija boleča in traja nenormalno dolgo. Nabrekne samo spongiozno telo. Priapizem je značilen za levkemijo.
Rak penisa je redek, najpogosteje se pojavi pri neobrezanih moških s pomanjkljivo osebno higieno. Dodatna vzročna dejavnika sta virusna infekcija in kajenje. Kadar bolezen izbruhne, se maligni tumor navadno pojavi na glavici ali na kožici kot suha, neboleča, bradavici podobna oteklina ali boleča razjeda, ki se kasneje razvije v cvetačasto gmoto. Tumor se v večini primerov širi počasi, vendar pa se lahko zelo agresiven tumor razširi tudi v bezgavke v dimljah. Bolezen je smrtna in jo je treba hitro zdraviti.

## Obrezanje
Obrezanje (cirkumcizija) je odstranitev kožice ob glavici spolnega uda. Opravijo ga lahko pri novorojenčku iz verskih razlogov. Lahko pa se ta poseg opravi tudi pri starejših otrocih ali odraslih. V osnovi je obrezovanje verski obred, ki ga že mnoga stoletja opravljajo Judje in muslimani. V nekaterih deželah obrezujejo rutinsko iz higienskih razlogov, saj se pod kožico nabirajo izločki, kar lahko privede do vnetja in okužbe. Medicinski razlogi za obrezovanje so: tesna kožica, ki povzroča napihovanje pri uriniranju ali ponavljajoči se balanitis (vnetje kožice zaradi nabiranja izločkov). Kožico je treba odstraniti tudi, kadar je pretesna in povzroča bolečine med spolnim odnosom.
Obrezanje se lahko pri novorojenčkih opravi pod lokalno anestezijo, pri starejših otrocih ali odraslih pa v splošni anesteziji. Pri operaciji se odrežeta zunanji in notranji sloj kožice, obrezani robovi pa se nato zašijejo.